# 弗羅倫斯·范·利爾·厄爾·科特斯
弗羅倫斯·范·利爾·厄爾·尼克遜·科特斯（英語：Florence Van Leer Earle Nicholson Coates，1850年7月1日—1927年4月6日）是一位美國女詩人。

## 生平
弗洛倫斯·厄爾·科特斯出生於美國賓夕法尼亞州費城，她是知名廢奴和博愛主義者湯瑪士·厄爾的孫女、老喬治·霍塞·厄爾和法蘭西斯·「芬妮」·范·利爾·厄爾的長女。
「我永遠記得，你的鬱金香樹和楓樹，還有我們上次碰面時的景象」—摘錄自馬修·阿諾德給科斯特的信

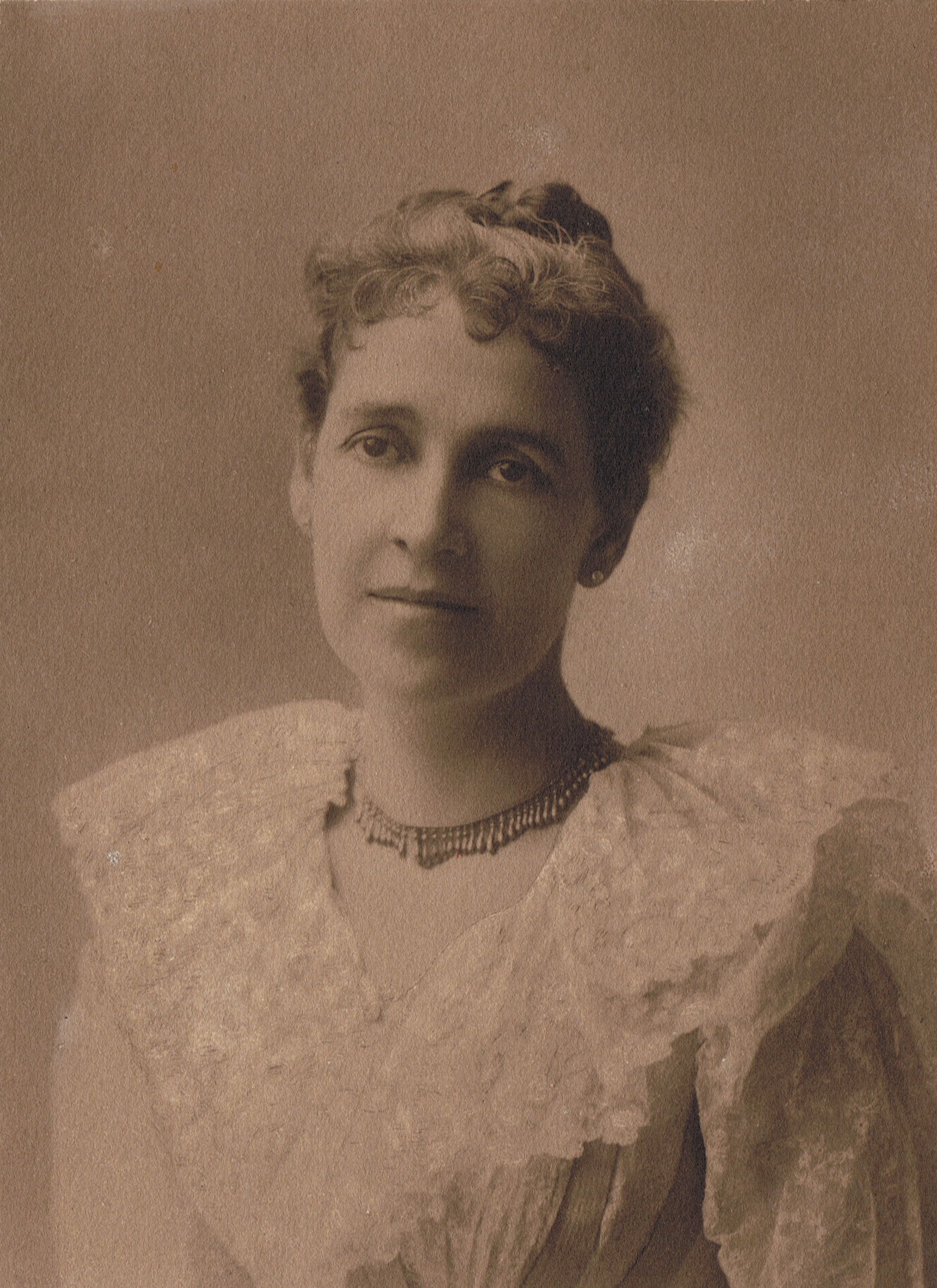
1894年初的弗洛倫斯·厄爾·科特斯

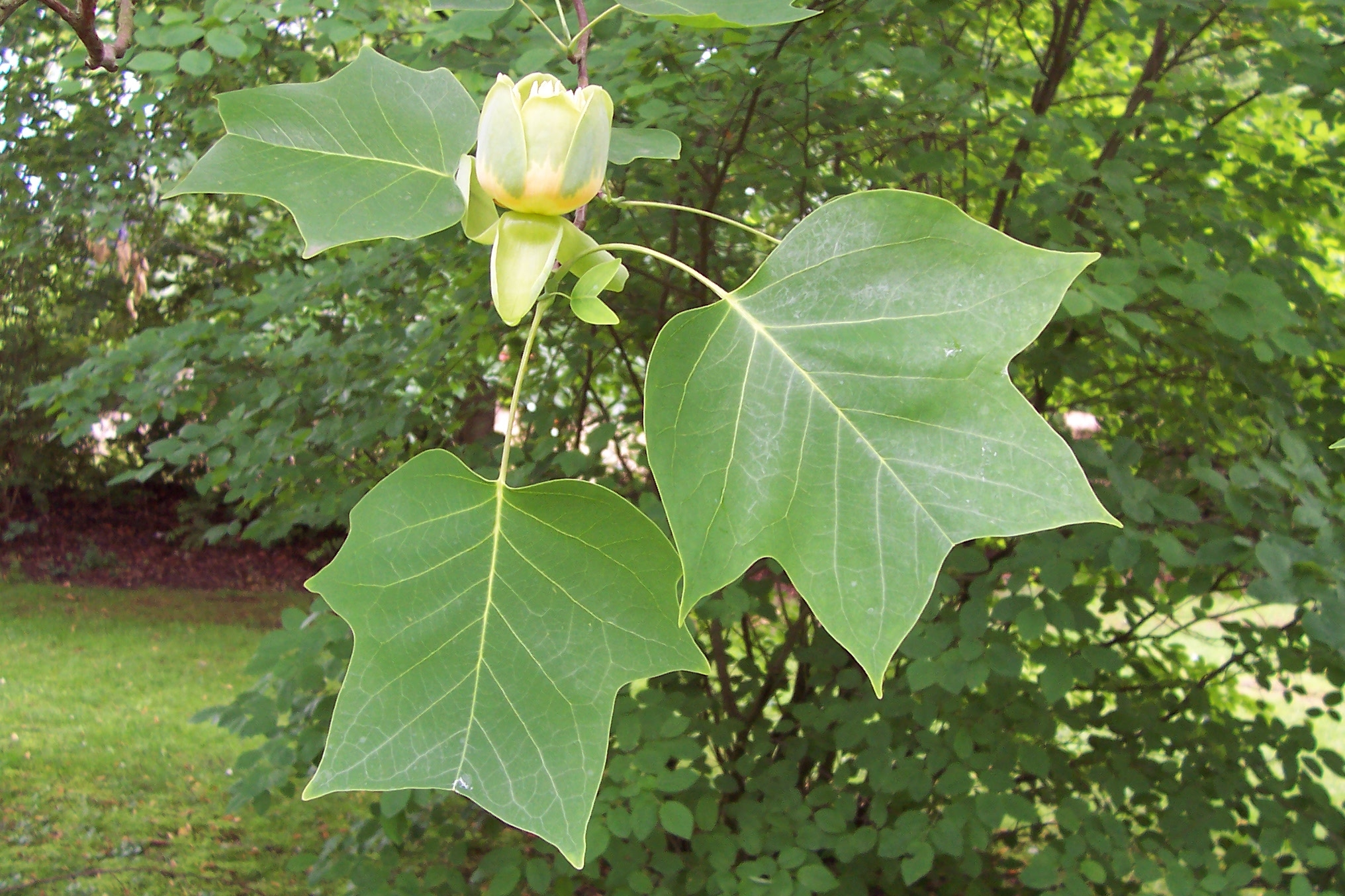
鬱金香樹
「我永遠記得，你的鬱金香樹和楓樹，還有我們上次碰面時的景象」—摘錄自馬修·阿諾德給科斯特的信

身兼文學家和社會學家的馬修·阿諾德開啟了科特斯的詩人生涯，並給了科特斯不少鼓勵。馬修·阿諾德在一次巡迴演講時，曾造訪過科特斯在費城日耳曼敦的家。兩人在安德魯·卡內基紐約的家中第一次見到彼此，當時馬修·阿諾德第一次來到美國和進行巡迴演講，「他們在這建立了至死不渝的友情。」馬修·阿諾德在美國的巡迴演講從1883年10月一路進行到1884年3月，巡迴期間，他曾在1883年12月到訪費城，並在當地的交誼廳（Association Hall）舉辦演講，主題為《餘種的教義》（The Doctrine of the Remnant）和《愛默生》（Emerson）。1886年，馬修·阿諾德再次來到美國，並在科特斯夫妻兩人的安排下，於同年7月上旬來到費城，並在賓夕法尼亞大學的小教堂演講，主題為《外國教育》（Foreign Education）。馬修·阿諾德曾在1887年和1888年，從英國薩里郡科巴姆潘斯希爾的家中寫信給科特斯，信中寫著他對科特斯在日耳曼敦家中的「鬱金香樹和楓樹」，和「熱情洋溢的露臺」的回憶。
1887年到1912年，科特斯將她的24餘首詩，整理並出版於《世紀雜誌》中。她與《世紀雜誌》理察·華生·吉爾德等幾位編輯的書信來往，現被收藏於紐約公共圖書館數位典藏網站（New York Public Library Digital Collections）上。
夏季時分，科特斯夫妻常住在他們位於阿第倫達克山脈上瑞吉爾湖旁的埃爾西諾營地（Camp Elsinor），並在那邊招待賓客，以此避開費城潮濕的夏日，奧提斯·斯基納、薇爾莉特·奧克雷、亨利·米斯·阿爾登和艾格妮絲·雷普利耶等人皆曾是他們的座上賓。20世紀初，老羅斯福的姊姊，安娜·羅斯福·考爾斯經常季節性造訪科特斯夫婦的營地。老羅斯福的女兒愛麗絲·羅斯福·隆沃思也會跟著她一起去到科特斯夫婦的營地。  科特斯不少的自然詩都與阿第倫達克的動植物有關。在科特斯的《THERE'S A SPOT IN THE MOUNTAINS》一詩中寫道：
 There's a lake upon

 the mountains...—弗洛倫斯·厄爾·科特斯

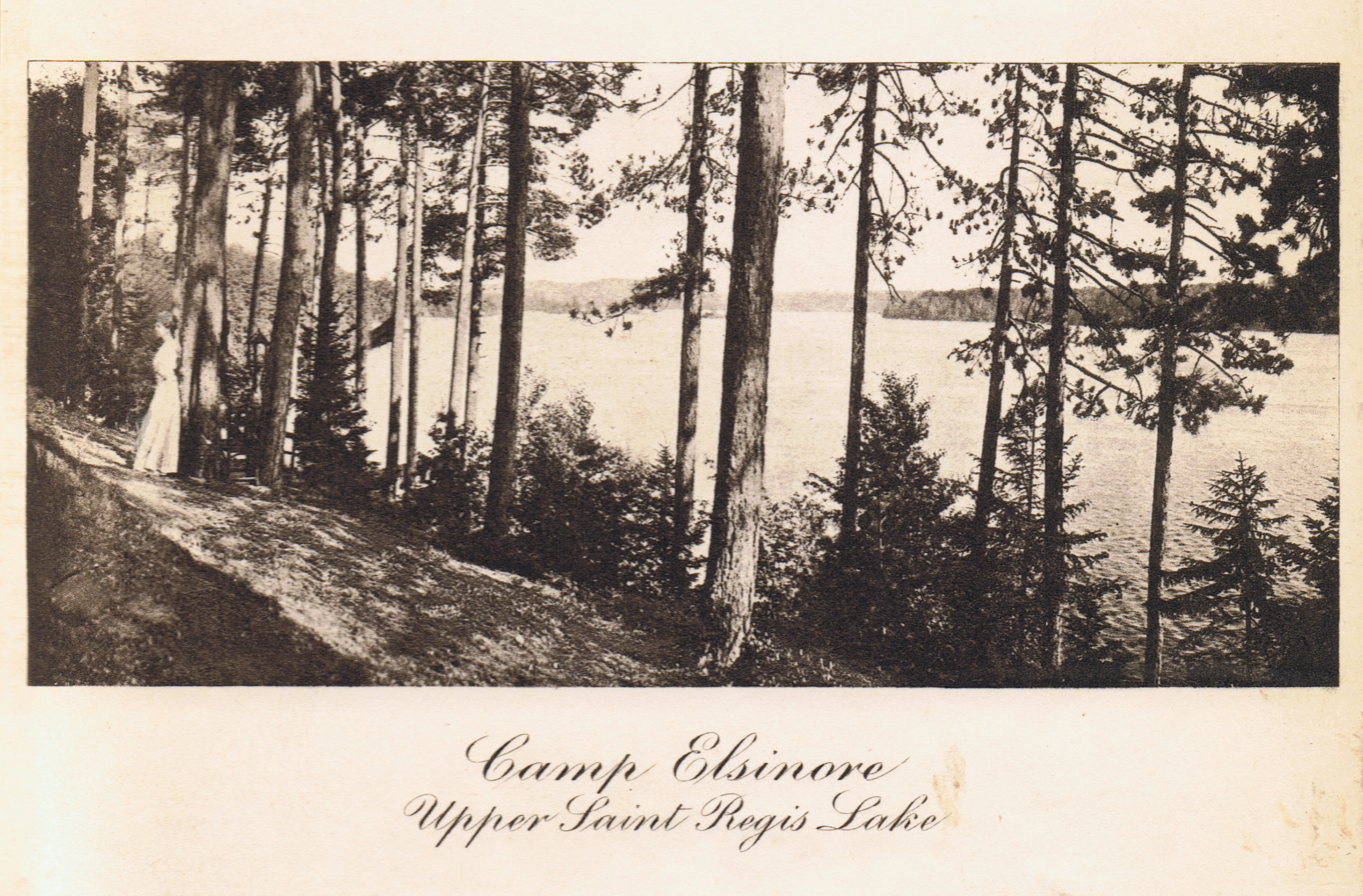
上聖瑞吉湖
There's a lake upon
the mountains...—弗洛倫斯·厄爾·科特斯

There's a cabin in the mountains, where the fare, dear,

      Is frugal as the cheer of Arden blest;

But contentment sweet and fellowship are there, dear,

      And Love, that makes the feast he honors—best!

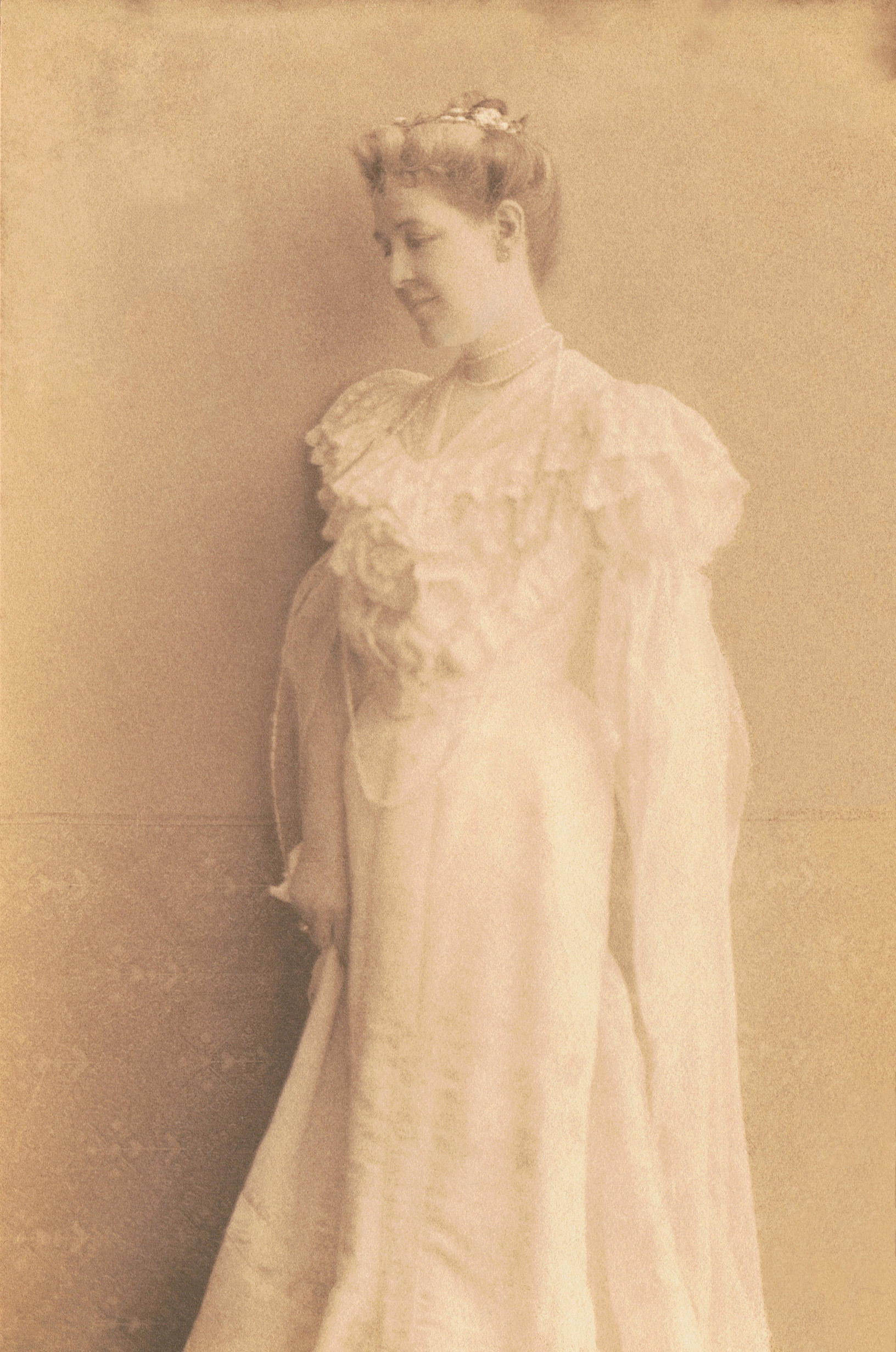
弗羅倫斯·厄爾·科特斯以白金印相法拍攝的一張照片

1913年5月版的《利平柯特月刊》中，著名的文選家兼詩人威廉·史坦利·布蘭斯韋特，對科特斯的詩作發表了長達9頁的評論：「她將奧林匹克神話中代表慾望和動機的人物、現代事件對人英雄般的犧牲與奉獻的讚揚，以及推動社會和道德演進的悲劇等，帶入她的作品中，在提出令人深思和重要的問題時，同時又能不失去詩所帶來的美妙和歡愉。」

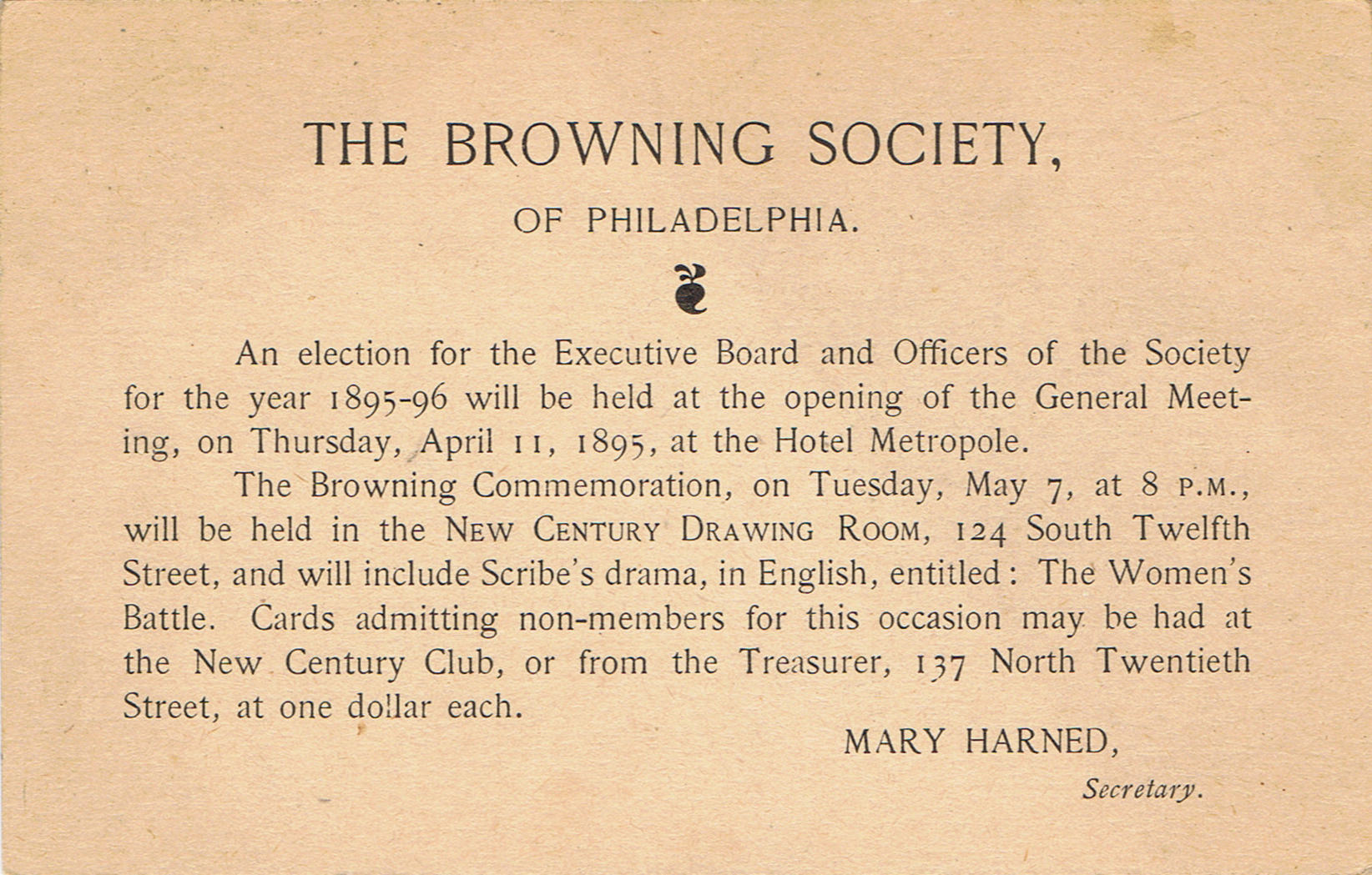
1895－1896年伯朗寧協會內部選舉的邀請函，同年科特斯被選為該協會的主席

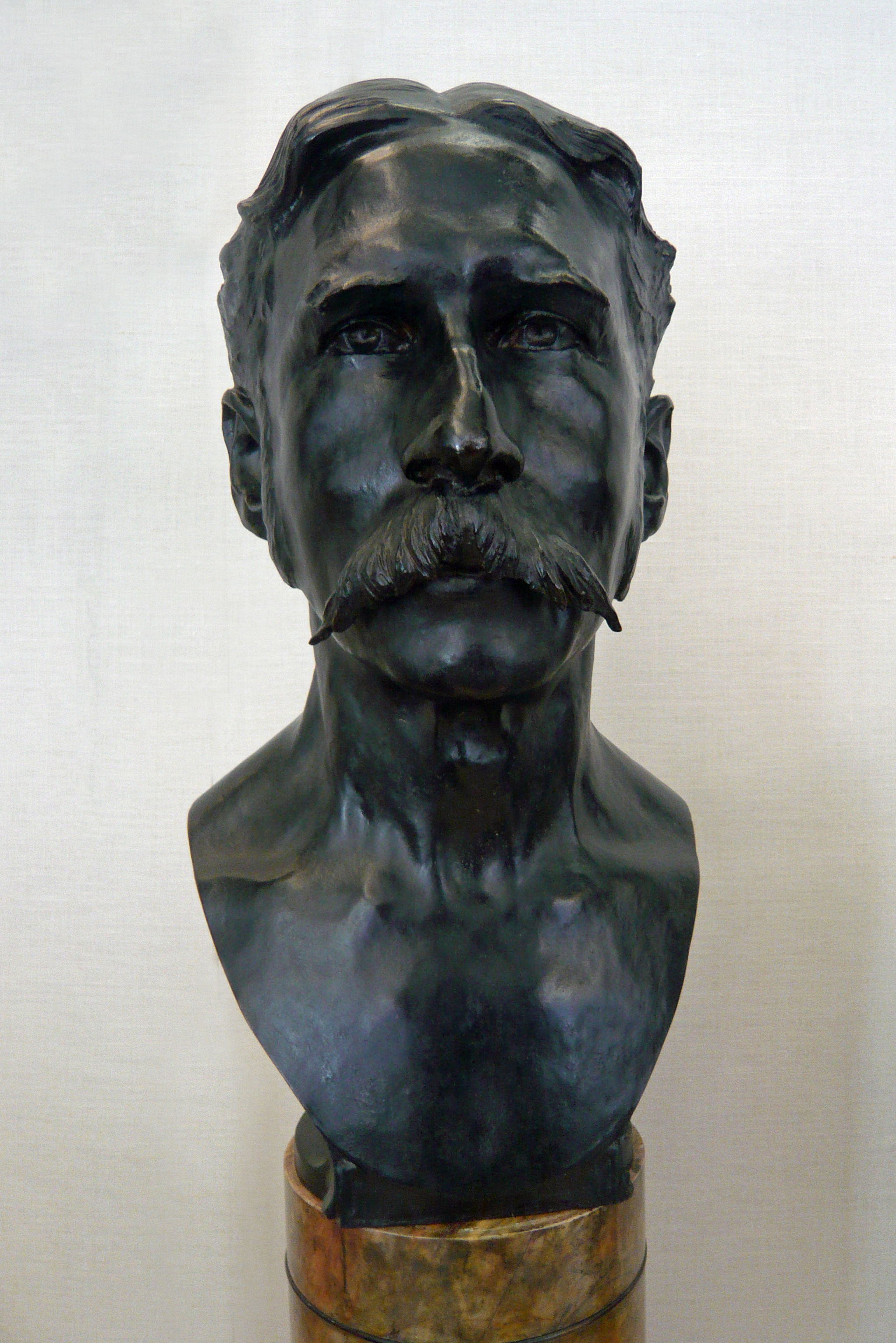
查爾斯·格拉弗利所刻的愛德華·霍納·科特斯像，科特斯於1923年贈送給賓夕法尼亞藝術學院

科特斯在1886年成立了費城現代藝術俱樂部，爾後在1896年與另外20人共同創立了賓夕法尼亞州五月花協會，科特斯為約翰·霍蘭德第九代子孫，約翰·霍蘭德則是乘坐五月花號的乘客之一。科特斯在1895年到1903年，和1907年到1908年間，兩度擔任伯朗寧協會主席。1915年，科特斯被賓州的婦女俱樂部聯會選為該州的最佳詩人。

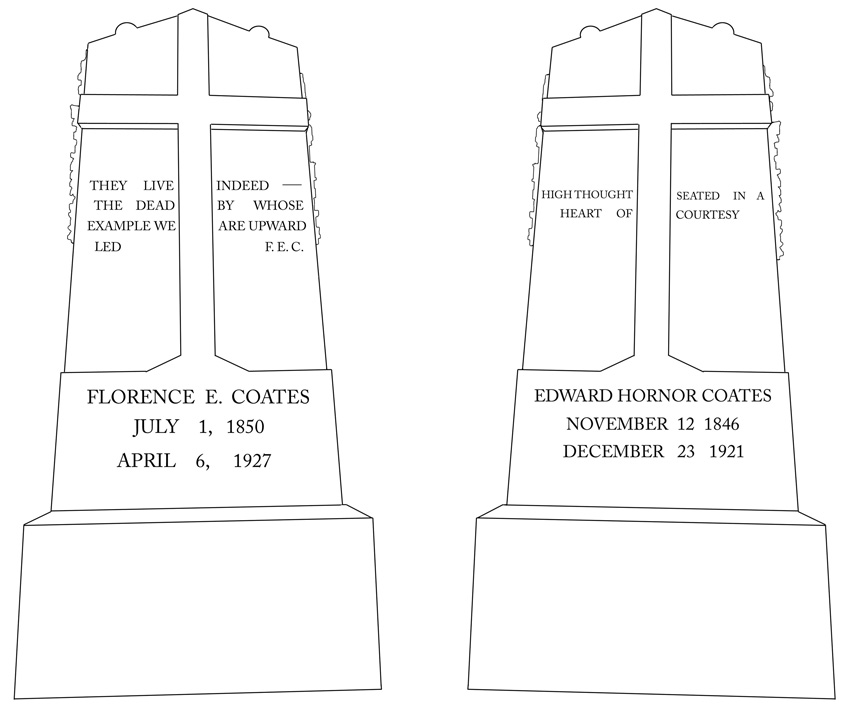
賓夕法尼亞州布林莫爾聖公會救世主教堂（Church of the Redeemer）墓園中，科特斯夫婦的墓碑數位素描

1872年9月28日，科特斯嫁給了威廉·尼克遜（William Nicholson），但其於1877年9月9日去世。1879年1月7日，科特斯改嫁愛德華·霍納·科特斯，婚禮則舉辦於費城的基督堂。科特斯在上一段婚姻中產下一女，名為愛麗絲·厄爾·尼克遜（Alice Earle Nicholson），在她改嫁後也被愛德華所收養。科特斯與愛德華在1881年產下一子，名為約瑟芬·威斯納·科特斯（Josephine Wisner Coates），但在同年3月5日即夭折。愛德華在1890年到1906年間，曾任賓夕法尼亞美術學院院長。愛德華在1921年12月23日逝世。1923年11月4日到1924年1月10日，科特斯在賓夕法尼亞美術學院舉辦了「愛德華·H·科特斯紀念收藏」展覽。展覽中的27幅畫和3件雕刻品，代表著法國和美國的學校。1927年4月6日，科特斯在費城的哈尼曼醫院（Hahnemann Hospital）逝世。最後她葬在賓夕法尼亞州布林莫爾聖公會救世主教堂的墓園中，陪伴她的丈夫、他的兄長小喬治·哈沃德·厄爾，以及她兄長的後裔，包括她兄長曾任賓州州長的兒子喬治·哈沃德·厄爾三世。

## 生涯作品

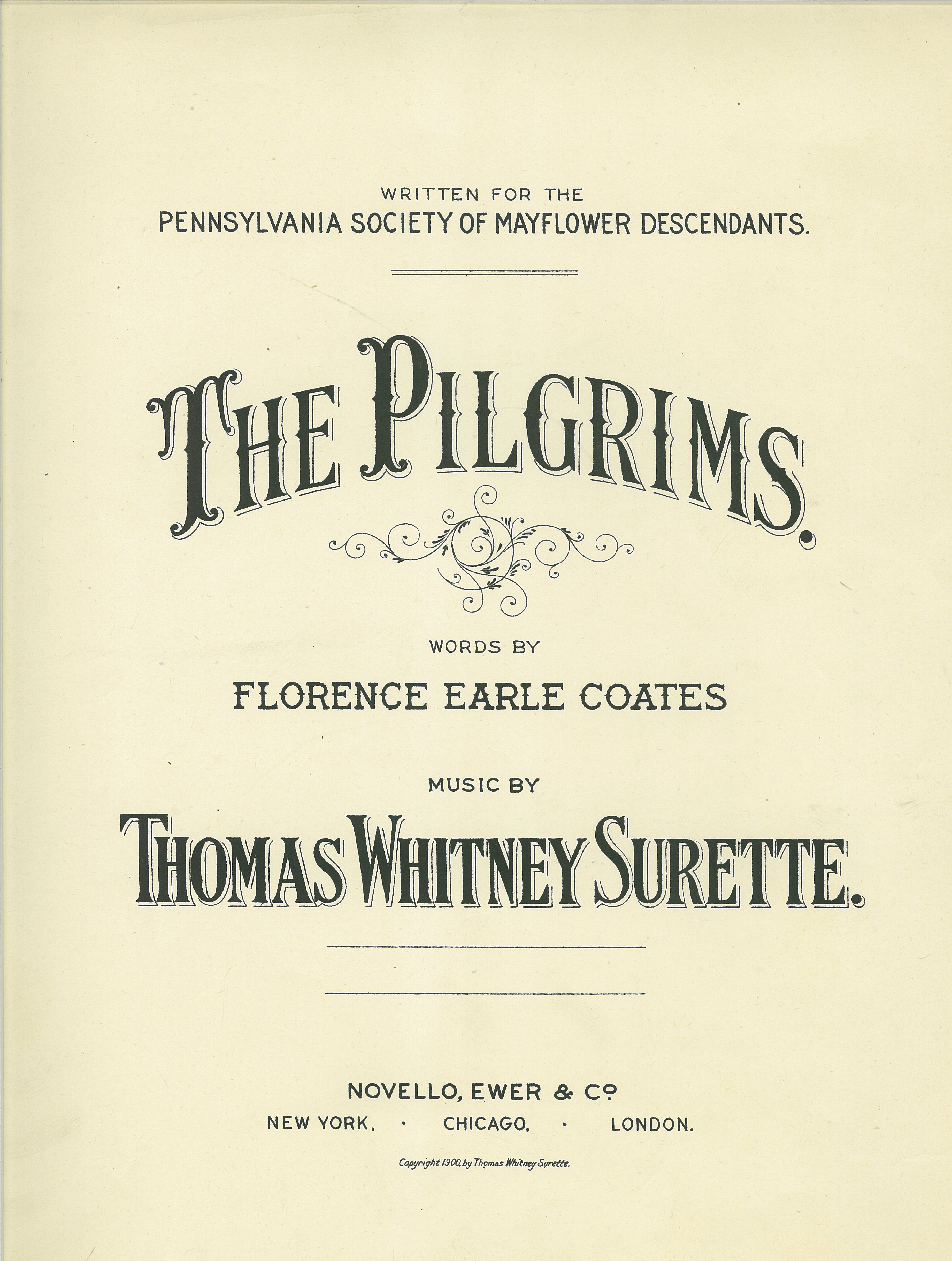
科特斯為賓夕法尼亞五月花協會所作的讚美詩（1900年）

|                                                |
|                                                |
| POEMS.（1898年）                               |
| MINE AND THINE.（1904年）                      |
| LYRICS OF LIFE.（1909年）                      |
| THE UNCONQUERED AIR AND OTHER POEMS.（1912年） |
| POEMS. 2 vols.（1916年）                       |
| PRO PATRIA.（1917年） Privately published.     |
| Fugitive verse.                                |
| On Matthew Arnold. （1894年, 1909年）          |
| INDEX OF TITLES                                |
| INDEX OF FIRST LINES                           |
| List of categorized lists of works.            |
| Other works.                                   |

## 資料來源
1. ↑  . Find a Grave.   [2019-07-18]. （原始内容存档于2019-07-18）.
2. ↑  馬修·阿諾德. . 1888-02-24: 376  [2019-07-15]. （原始内容存档于2020-04-29）.
3. ↑  Notable Women of Pennsylvania (1947), edited by Gertrude B. Biddle and Sarah D. Lowrie.
4. ↑  "Matthew Arnold on The Doctrine of the Remnant." Philadelphia Inquirer, 28 December 1883.
5. ↑  "Reception to Matthew Arnold." Philadelphia Inquirer, 11 June 1886.
6. 1 2  {{cite book|url=https://books.google.com/books?id=4yk6AAAAMAAJ&pg=RA1-PA376&dq=coates+%22I+do+not+write+about+the+literary+performances+of+living+contemporaries+or+contemporaries+only+recently+dead%22&as_brr=1#PRA1-PA362%7Ctitle=Letters （页面存档备份，存于） of Matthew Arnold, 1848-1888|date=1887-01-29|authour=馬修·阿諾德
7. ↑  . Manuscripts and Archives Division, The New York Public Library.   [2019-07-15]. （原始内容存档于2019-07-15）.
8. ↑  "Florence Earle Coates: Some Phases of Her Life and Poetry" by Elizabeth Clendenning Ring. Book News Monthly (December 1917)
9. ↑  New York Times, 28 June, 19 & 26 July, and 30 August 1903.  Mrs. Cowles' stays are also mentioned (along with a photograph) in Lilian Rixey's biographical book, Bamie: Theodore Roosevelt's Remarkable Sister.
10. ↑  威廉·史坦利·布蘭斯韋特（英语：William Stanley Braithwaite）. .
11. ↑  .   [2020-10-09]. （原始内容存档于2009-03-07）.
12. ↑  "Register of Members" (Philadelphia: Society of Mayflower Descendants in the Commonwealth of Pennsylvania) 1996, p. 57.
13. ↑  Walker, Robert H. "Coates, Florence Earle." Notable American Women: 1607–1950. Cambridge, MA:Belknap Press of the Harvard Univ. Press, 1974:354.
14. ↑  Philadelphia: A Guide to the Nation's Birthplace. Pennsylvania Historical Commission, 1937. p. 456.
15. ↑  .   [2019-07-15]. （原始内容存档于2018-04-04）.
16. ↑  Historically listed and referenced as a "Collected edition," Robert H. Walker—in his biographical sketch of Mrs. Coates ("Coates, Florence Van Leer Earle Nicholson." Notable American women: a biographical dictionary (1971, 1974 (third printing); pp. 353-4)—notes that the two-volume set is "really selected."

## 註腳
1. ↑  五月花號的乘客John TILLEY與Elizabeth CARVER結婚並生下Elizabeth TILLEY，Elizabeth TILLEY嫁給了五月花號的乘客約翰·霍蘭德，然後生下Desire HOWLAND並嫁給了John GORHAM上尉，育有John GORHAM中校，其與Mary OTIS結婚並生下Stephen GORHAM，Stephen GORHAM再與Elizabeth GARDNER結婚並生下Susannah GORHAM，Susannah GORHAM與Daniel PADDACK結婚並生下Deborah PADDACK，Deborah PADDACK嫁給了George HUSSEY並生下Uriel HUSSEY，Uriel HUSSEY與Phebe FOLGER結婚生下Mary HUSSEY，Mary HUSSEY與Thomas EARLE結婚生下George Hussey EARLE, Sr.，George Hussey EARLE, Sr.與Ellen Frances VAN LEER結婚後，生下了科特斯
2. ↑  其名可能來自亨利·威斯納（英语：Henry Wisner）的曾曾孫女約瑟芬·威斯納。亨利·威斯納是第1、2屆大陸會議的代表，同時也是美國獨立宣言初稿的簽署人之一。

## 外部連結
- 弗羅倫斯·范·利爾·厄爾·科特斯收錄於維基文庫中的作品
- 维基语录上有关弗羅倫斯·范·利爾·厄爾·科特斯的语录
- Florence Earle Coates （页面存档备份，存于） informational blog
- 互联网档案馆中弗羅倫斯·范·利爾·厄爾·科特斯的作品或与之相关的作品
- 來自弗羅倫斯·范·利爾·厄爾·科特斯的LibriVox公共領域有聲讀物
- 在Find a Grave上的弗羅倫斯·范·利爾·厄爾·科特斯